# ボギスラフ2世 (ポメラニア公)

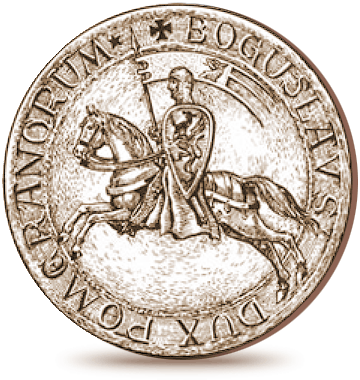
ボギスラフ2世のシール（1214年?）

ボギスラフ2世（ドイツ語：Bogislaw II., 1130年ごろ - 1220/1年1月23/24日）またはボグスワフ2世（ポーランド語：Bogusław II）は、ポメラニア公（在位：1187年 - 1220/1年）。ポメラニア公ボギスラフ1世とポーランド大公ミェシュコ3世の娘アナスタジアの息子。

## 生涯
1187年に父ボギスラフ1世が死去した時、ボギスラフ2世と弟のカジミール2世はまだ未成年であったため、デンマーク王クヌーズ6世はシュチェチン城主ヴァルチスワフ・シフィエントボルジツをポメラニア公領の管理人に任じ、リューゲン公ヤロマール1世を王子の後見人に任じた。しかし、1208年まで公領の実際の統治は母アナスタジヤが担っていた。
ボギスラフ2世はポーランド大公ミェシュコ3世の孫であったが、父の死後、治世の当初より苦境に陥った。その権力はアルブレヒト熊公とその息子オットー1世の統治下で勢力を拡大していたアスカーニエン家のブランデンブルク辺境伯により脅かされていた。一方、ボギスラフ2世はクヌーズ6世およびヴァルデマー1世の強大なデンマークにも脅かされていた。しかし、デンマークに対するブランデンブルク辺境伯の遠征は1198年に失敗に終わった。1205年にオットー2世が亡くなるまで、ボギスラフ2世はブランデンブルクの支配下にあった。おそらくボギスラフはアスカーニエン家に臣下の礼を取っていたとみられる。
1202年よりボギスラフ2世は弟のカジミール2世と共同統治し、領地の西部をカジミール2世に与えた。この年、兄弟はポーランド大公でクラクフ公のヴワディスワフ3世ラスコノギに対しても臣下の礼を取った。
1205年、ポメラニア西部とシュチェチンはデーン人の攻撃を受けた。ボギスラフ2世はポーランド大公に支援を求め、ポーランド大公は軍事的援助を提供したが、ポメラニア・ポーランド連合軍は戦いで敗北した（1205年にシュチェチンは一時的に奪回された）。デーン人は、ポメラニアの主権を主張したブランデンブルク辺境伯との戦いに勝利した後、これらの地域での立場を強化した。ドイツ王フリードリヒ2世は、奪われた領地に対するブランデンブルク辺境伯の主権を認めた（1214年）。
1214年、ボギスラフ2世はビャウォボキ修道院にコシャリン村の建設を許可した。
1211年の公領の分割の結果、ボギスラフ2世はウーゼドム＝シュチェチンを与えられた。
1216年、ボギスラフ2世はデンマーク王ヴァルデマー2世に臣下の礼を取り、ヴァルデマー2世より封土としてポメラニア公領を与えられた。ボギスラフ2世はシュチェチンの聖ヤコブ教会に埋葬された。

## 結婚と子女
ボギスラフ2世は、グダニスク総督ムシチュイ1世とズヴィニスワヴァの娘ミロスワヴァとの結婚で3子をもうけた。
- ボギスラフ3世（1223年没） - ポメラニア＝スワブノ公
- バルニム1世（1210年頃 - 1278年） - ポメラニア＝シュチェチン公[10]
- ヴォイスワヴァ（1229年5月7日没）